# عزيز أحمد
عزيز أحمد (بالبنغالية: আজিজ আহমেদ)‏ هو عسكري بنغلاديشي، ولد في 1961 في نارايان غانج في بنغلاديش.